# غونيسون (كولورادو)
غونيسون (بالإنجليزية: Gunnison, Colorado) هي مدينة تقع في مقاطعة غونيسون بولاية كولورادو في الولايات المتحدة. تبلغ مساحتها 8.3 (كم²)، وترتفع عن سطح البحر 2347 م، بلغ عدد سكانها 5854 نسمة في عام 2010 حسب إحصاء مكتب تعداد الولايات المتحدة .

## أعلام
- دونا أندرسون
- هارون سيمبسون

## وصلات خارجية
- City of Gunnison نسخة محفوظة 12 مارس 2016 على موقع واي باك مشين.